# The House of Darkness
The House of Darkness é um filme mudo do gênero dramático norte-americano de curta-metragem, dirigido por D. W. Griffith e escrito por Jere F. Looney.

## Elenco
- Lionel Barrymore
- Claire McDowell
- Charles Hill Mailes
- Lillian Gish
- Dorothy Bernard
- Adelaide Bronti
- Kate Bruce
- William J. Butler
- Christy Cabanne
- William Elmer
- Robert Harron
- Adolph Lestina
- Joseph McDermott
- Walter Miller
- Frank Opperman
- Alfred Paget
- W.C. Robinson
- Henry B. Walthall